# إيران في الألعاب الأولمبية الصيفية 2016
نافست إيران في دورة الألعاب الأولمبية الصيفية 2016 في ريو دي جانيرو، البرازيل، من 05-21 أغسطس 2016.
إيران شاركت لأول مرة في الألعاب الاولمبية الصيفية عام 1948، وقد شارك الرياضيين الإيرانيين في كل الألعاب الأولمبية الصيفية في العصر الحديث باستثناء دورة الألعاب الاولمبية الصيفية عامي 1980 و 1984.

## المنافسين

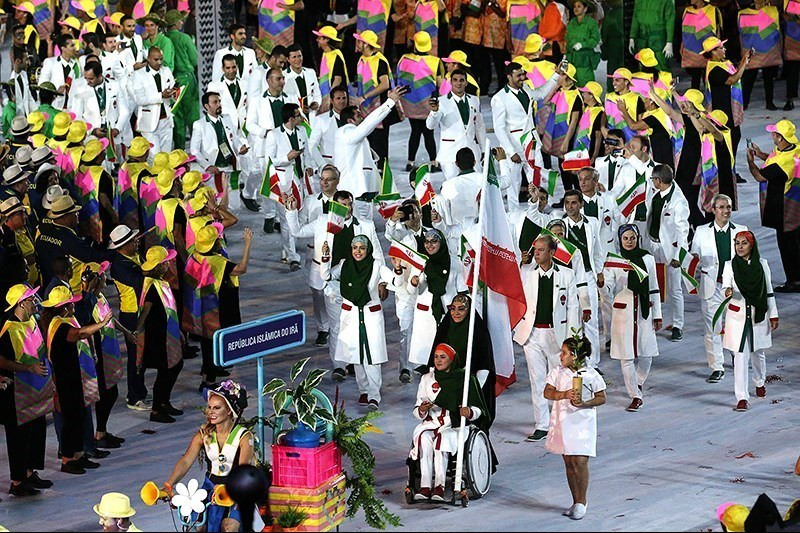
موکب وفد إيران في حفل الافتتاح لدورة الألعاب الاولمبية الصيفية لعام 2016

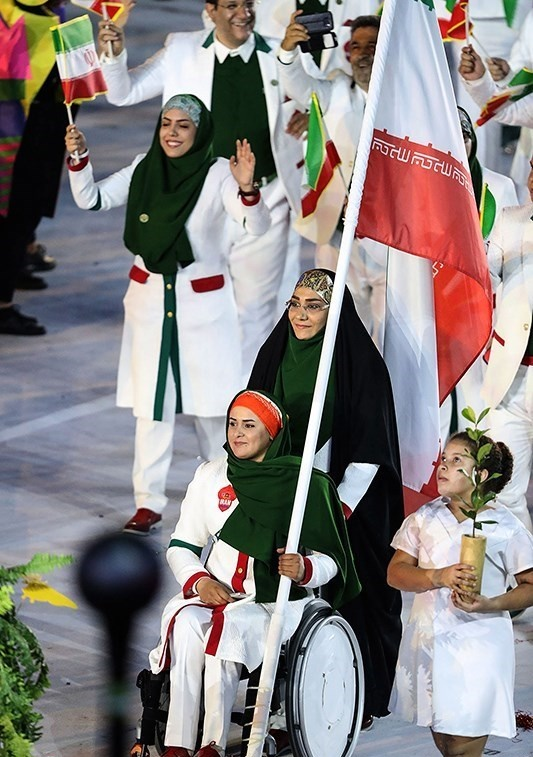
حضور الرياضيات الإيرانيات في الألعاب الأولمبية الصيفية 2016

| رياضة         | رجل | إمرأة | جمع |
| ------------- | --- | ----- | --- |
| النبالة       | 0   | 1     | 1   |
| ألعاب القوى   | 9   | 1     | 10  |
| الملاكمة      | 1   | 0     | 1   |
| سباق القوارب  | 1   | 0     | 1   |
| ركوب الدراجات | 3   | 0     | 3   |
| المبارزة      | 2   | 0     | 2   |
| الجودو        | 3   | 0     | 3   |
| التجديف       | 0   | 1     | 1   |
| الرماية       | 1   | 4     | 5   |
| السباحة       | 1   | 0     | 1   |
| تنس الطاولة   | 2   | 1     | 3   |
| التايكوندو    | 3   | 1     | 4   |
| الكرة الطائرة | 12  | 0     | 12  |
| رفع الأثقال   | 5   | 0     | 5   |
| المصارعة      | 12  | 0     | 12  |
| جمع           | 55  | 9     | 64  |

## الميداليات
| ميدالية | اسم            | الرياضة     | فئة                 | تاريخ    | صورة |
| ------- | -------------- | ----------- | ------------------- | -------- | ---- |
| ذهبية   | كيانوش رستمي   | رفع الأثقال | الفئة 85 كلغ الرجال | 13 أغسطس |      |
| ذهبية   | سهراب مرادي    | رفع الأثقال | فئة 94 كلغ الرجال   | 14 أغسطس |      |
| ذهبية   | حسن یزداني     | المصارعة    | فئة 74 كلغ الرجال   | 19 أغسطس |      |
| فضية    | كميل قاسمي     | المصارعة    | فئة 125 كلغ الرجال  | 21 أغسطس |      |
| برونزية | سعيد عبدولي    | المصارعة    | فئة 75 كلغ الرجال   | 15 أغسطس |      |
| برونزية | قاسم رضایي     | المصارعة    | فئة 98 كلغ الرجال   | 16 أغسطس |      |
| برونزية | كيميا علي زاده | التايكوندو  | فئة 57 كلغ السيدات  | 18 أغسطس |      |
| برونزية | حسن رحیمي      | المصارعة    | فئة 57 كلغ الرجال   | 19 أغسطس |      |

## بيان شکر وتقدير قائد الثورة الإسلامية للبعثة الرياضية الإيرانية

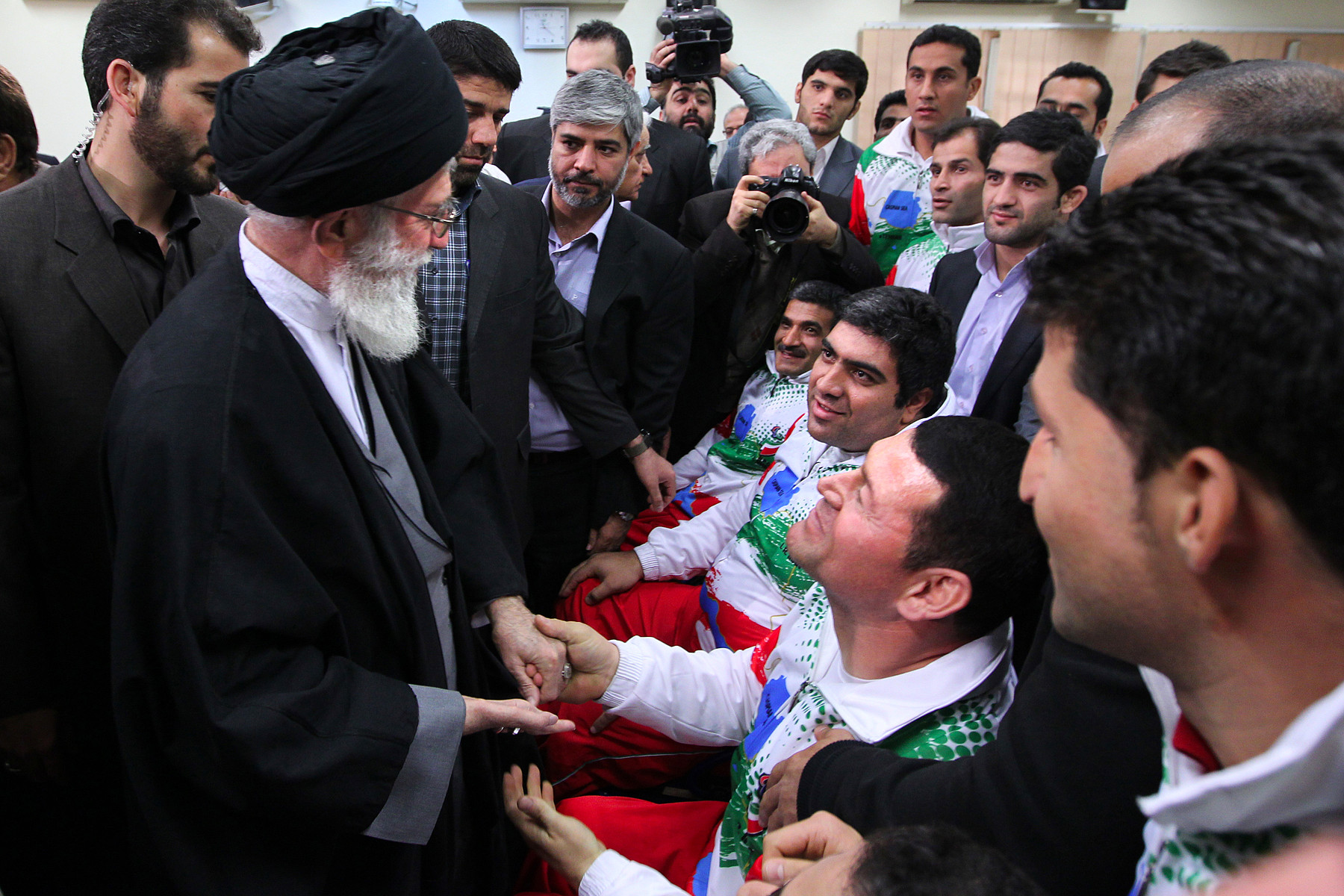
علي الخامنئي قائد الثورة الإسلامية في إيران يلتقي رواد ومدربين وحائزي ميداليات البطولات العالمية والأولمبية عام 2013

أصدر قائد الثورة الإسلامية في إيران علي خامنئي بيانا وجّه فيه الشكر والتقدير للأبطال الحائزين على الميداليات وجميع الرياضيين والمدربين في البعثة الرياضية الإيرانية إلى أولمبياد ريو 2016. وجاء في البيان: 

## التايكوندو
فازت لاعبة التايكواندو الإيرانية كيميا علي زاده بأولى الميداليات الأولمبية في تاريخ الرياضة الإيرانية النسوية، وذلك بفوزها ببرونزية وزن الـ 58 كيلوغرام ضمن منافسات التايكوندو في الألعاب الأولمبية الصيفية 2016. فهي أول امرأة إيرانية تحرز ميدالية في تاريخ الألعاب الأولمبية. وخلال ساعات قليلة من فوزها نشر أهم موقع رياضي بولندي وبعض من سائر المواقع الإلکترونية تقريرا مصورا عن فوزها مشيرا إلى أن كيميا علي زادة حققت نصرا تاريخيا بكسبها الميدالية البرونزية في التايكواندو وهي مرتدية لحجابها.

## المصارعة
أحرز المنتخب الإيراني للمصارعة الحرة لقب الوصيف في هذه المنافسات بثلاث ميداليات، ذهبية وفضية وأخرى برونزية، بينما احتل المركز الأول المنتخب الروسي بمداليتين ذهبيتين والمركز الثالث من نصيب جورجيا وتركيا بمدالية ذهبية.
وكان المنتخب الإيراني أحرز قبل هذا، المركز الثالث في دورة الألعاب الأولمبية في فنلندا عام 1952 وفي أستراليا عام 1956 وسيدني عام 2000. وکذلك في المصارعة الرومانية أحرز قاسم رضايي الميدالية البرونزية.

## رفع الأثقال
شاركت إيران في رفع الأثقال في ألعاب ريو البرازيلية بـ5 رباعين.

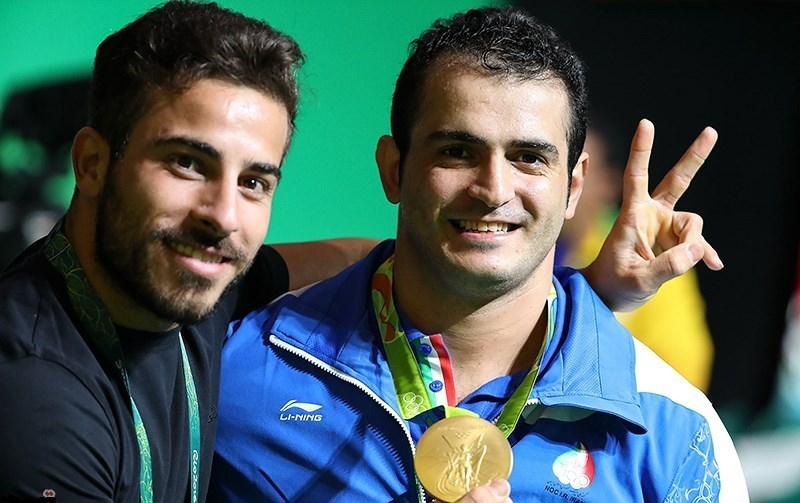
صورة كيانوش رستمي وسهراب مرادي، الحائزان على الميدالية الذهبية في رفع الأثقال في ألعاب ريو.

| الرباع         | المنافسة      | الخطف   | الخطف  | النتر   | النتر   | المجموع | الرتبة  |
| الرباع         | المنافسة      | النتيجة | الرتبة | النتيجة | الرتبة  | المجموع | الرتبة  |
| -------------- | ------------- | ------- | ------ | ------- | ------- | ------- | ------- |
| كيانوش رستمي   | –85 كغ رجال   | 179     | 1      | 217     | 1       | 396 ر.ع | الأول   |
| علي هاشمي      | −94 كلغ رجال  | 173     | 7      | 210     | 7       | 383     | 7       |
| سهراب مرادي    | −94 كلغ رجال  | 182     | 1      | 221     | 1       | 403     | الأول   |
| محمد رضا براري | −105 كلغ رجال | 186     | 6      | 220     | 6       | 406     | 6       |
| بهداد سليمي    | +105 كلغ رجال | 216 ر.ع | 1      | 245     | لم يكمل | 216     | لم يكمل |